# Orgilus quadricolor
Orgilus quadricolor är en stekelart som beskrevs av Braet och Van Achterberg 2001. Orgilus quadricolor ingår i släktet Orgilus och familjen bracksteklar. Inga underarter finns listade i Catalogue of Life.